# Champien
Champien est une commune française située dans le département de la Somme en région Hauts-de-France.

## Géographie

### Localisation

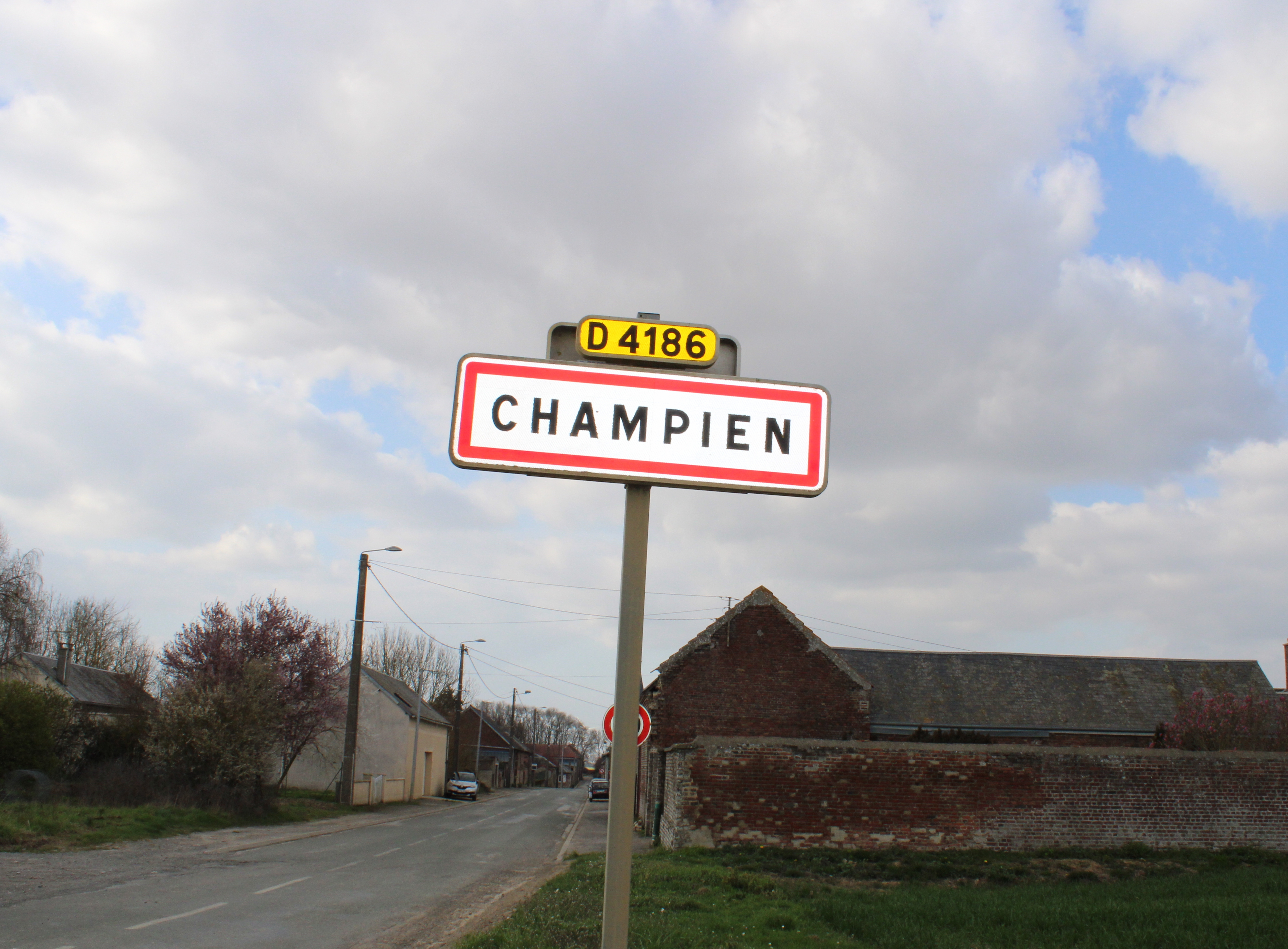
Entrée du village.

#### Communes limitrophes
À quelques kilomètres à l'est de Roye, Champien se situe à la limite des départements de la Somme et de l'Oise.

### Hydrographie
La commune est située dans le bassin Artois-Picardie. Elle n'est drainée par aucun cours d'eau.

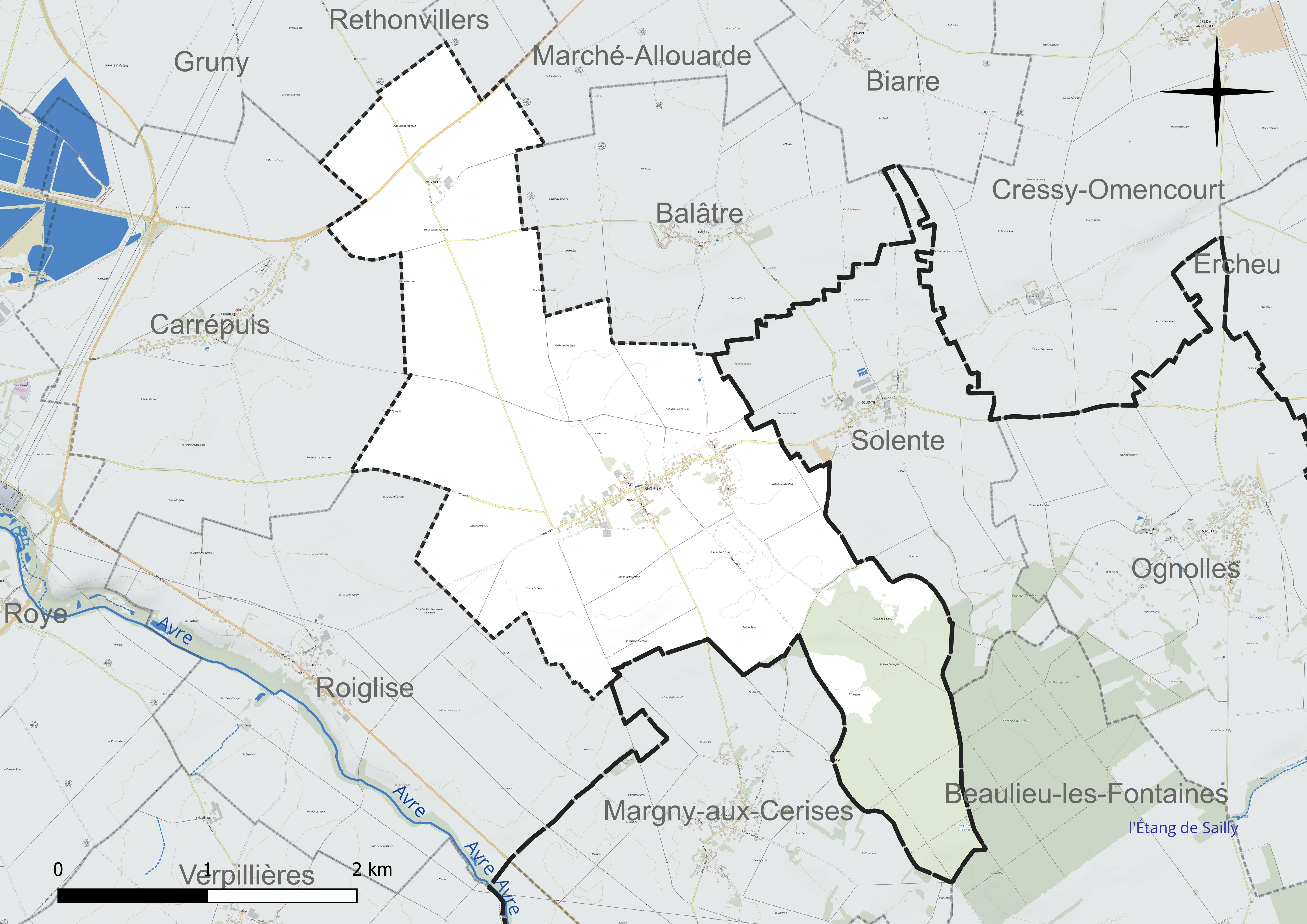
Réseau hydrographique de Champien.

### Climat
Pour des articles plus généraux, voir Climat des Hauts-de-France et Climat de la Somme.
En 2010, le climat de la commune est de type climat océanique dégradé des plaines du Centre et du Nord, selon une étude du CNRS s'appuyant sur une série de données couvrant la période 1971-2000. En 2020, Météo-France publie une typologie des climats de la France métropolitaine dans laquelle la commune est exposée à un climat océanique et est dans la région climatique Nord-est du bassin Parisien, caractérisée par un ensoleillement médiocre, une pluviométrie moyenne régulièrement répartie au cours de l'année et un hiver froid (3 °C).
Pour la période 1971-2000, la température annuelle moyenne est de 10,4 °C, avec une amplitude thermique annuelle de 14,6 °C. Le cumul annuel moyen de précipitations est de 706 mm, avec 11,1 jours de précipitations en janvier et 8,8 jours en juillet. Pour la période 1991-2020, la température moyenne annuelle observée sur la station météorologique la plus proche, située sur la commune de Rouvroy-en-Santerre à 14 km à vol d'oiseau, est de 10,8 °C et le cumul annuel moyen de précipitations est de 635,8 mm,. Pour l'avenir, les paramètres climatiques de la commune estimés pour 2050 selon différents scénarios d'émission de gaz à effet de serre sont consultables sur un site dédié publié par Météo-France en novembre 2022.

## Urbanisme

### Typologie
Au 1er janvier 2024, Champien est catégorisée commune rurale à habitat dispersé, selon la nouvelle grille communale de densité à sept niveaux définie par l'Insee en 2022.
Elle est située hors unité urbaine. Par ailleurs la commune fait partie de l'aire d'attraction de Roye, dont elle est une commune de la couronne,. Cette aire, qui regroupe 35 communes, est catégorisée dans les aires de moins de 50 000 habitants,.

### Occupation des sols
L'occupation des sols de la commune, telle qu'elle ressort de la base de données européenne d'occupation biophysique des sols Corine Land Cover (CLC), est marquée par l'importance des territoires agricoles (80,4 % en 2018), une proportion sensiblement équivalente à celle de 1990 (80,6 %). La répartition détaillée en 2018 est la suivante : 
terres arables (78,9 %), forêts (14,4 %), zones urbanisées (5,2 %), prairies (1,5 %). L'évolution de l'occupation des sols de la commune et de ses infrastructures peut être observée sur les différentes représentations cartographiques du territoire : la carte de Cassini (XVIIIe siècle), la carte d'état-major (1820-1866) et les cartes ou photos aériennes de l'IGN pour la période actuelle (1950 à aujourd'hui).

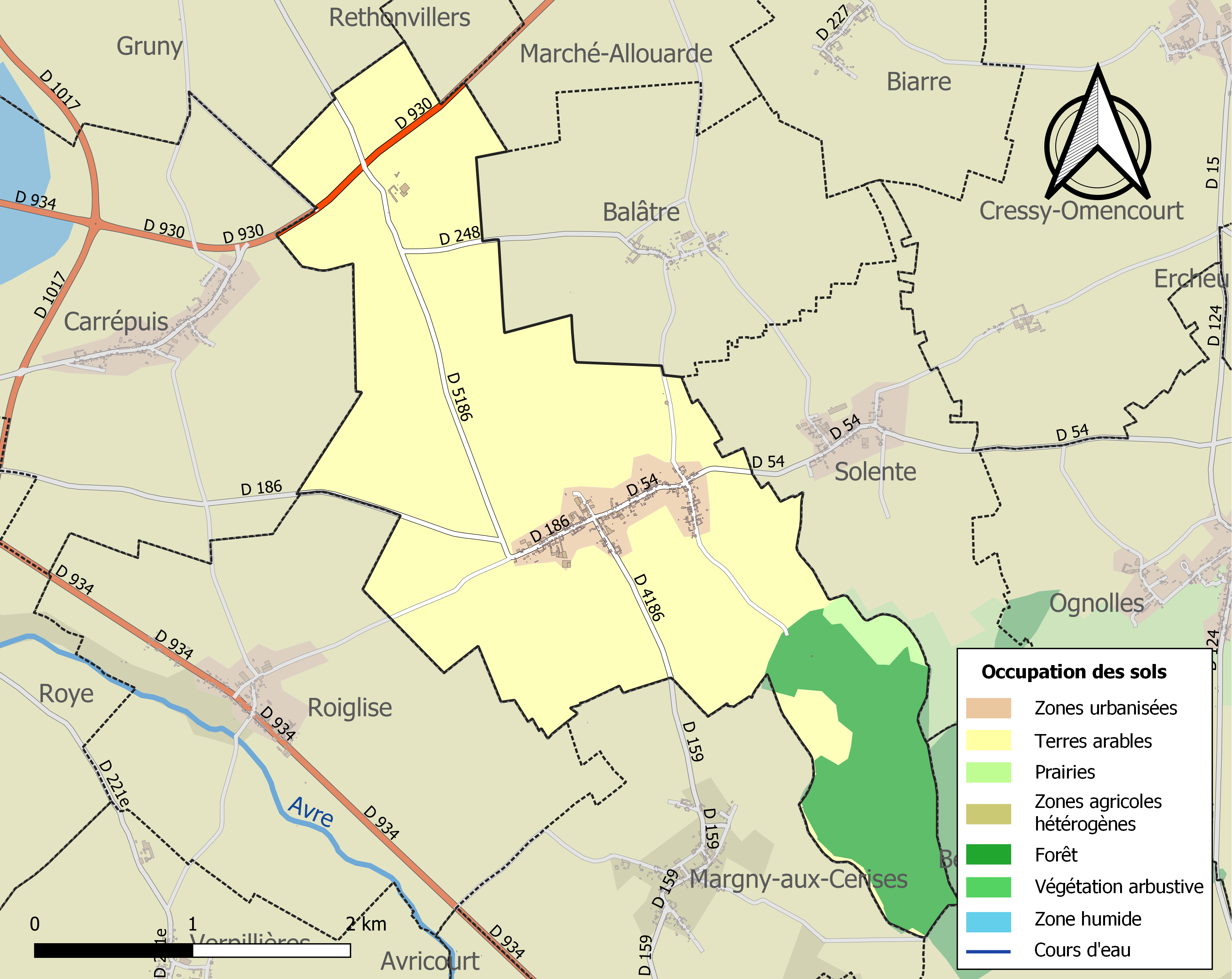
Carte des infrastructures et de l'occupation des sols de la commune en 2018 (CLC).

### Voies de communication et transports
La commune est desservie, en 2023, par les lignes 676 et 680 du réseau interurbain de l'Oise et par la ligne 753 du réseau Trans'80.

## Toponymie
Le nom de la localité est attesté sous les formes Cempien (1142.) ; Cempieng (1146.) ; Cemping (1152.) ; Cempiens (1153.) ; Chempieng (1153.) ; Cempeieng (1206.) ; Champieng (1217.) ; Campieng (1239.) ; Champien (1425.) ; Champiegne (1579.) ; Champaigne (1626.) ; Champien (1653).

## Histoire
La seigneurie de Champien appartenait à la famille d'Estourmel au début du XVIIe siècle.
Marthe d'Estourmel la fait entrer dans la famille de Hautefort en l'apportant à Gilles d'Hautefort, comte de Montignac, qu'elle épouse en 1650. Celui-ci exerce une carrière militaire, qu'il termine comme lieutenant général des armées du Roi Louis XIV.
Avec son épouse, il fait construire à Champien un château, vaste édifice en brique et pierre, composé d'un long corps de logis cantonné par deux pavillons.
Ce château se trouvait sur le côté nord de l'église actuelle. Il était précédé par une avenue qui longeait le village sur tout son côté nord.
Gilles d'Hautefort décède en 1693 et son épouse en 1701.
Ils ont pour successeur à Champien leur fils Louis Charles d'Hautefort (1656-1721), également lieutenant-général des Armées du Roi, époux en 1686 d'Anne-Louise de Crevant d'Humières, fille de Louis de Crevant, duc d'Humières, maréchal de France.
Champien échoit à leur fils Emmanuel Dieudonné de Hautefort (1700-1777), maréchal des camps et armées du Roi Louis XV, que celui-ci choisit pour le représenter de 1749 à 1751 auprès de la cour d'Autriche.
Emmanuel Dieudonné de Hautefort, marquis de Hautefort, épouse en 1727 Reine Madeleine Marguerite de Durfort-Duras, décédée en 1737 à Champien, puis en 1738, Françoise Claire d'Harcourt, morte à Vienne en 1751, fille de François duc d'Harcourt, pair et maréchal de France.
Emmanuel Dieudonné de Hautefort fait agrandir le château de Champien en y ajoutant deux ailes en retour et, sur son côté sud, de vastes communs, toujours construits en brique et pierre.

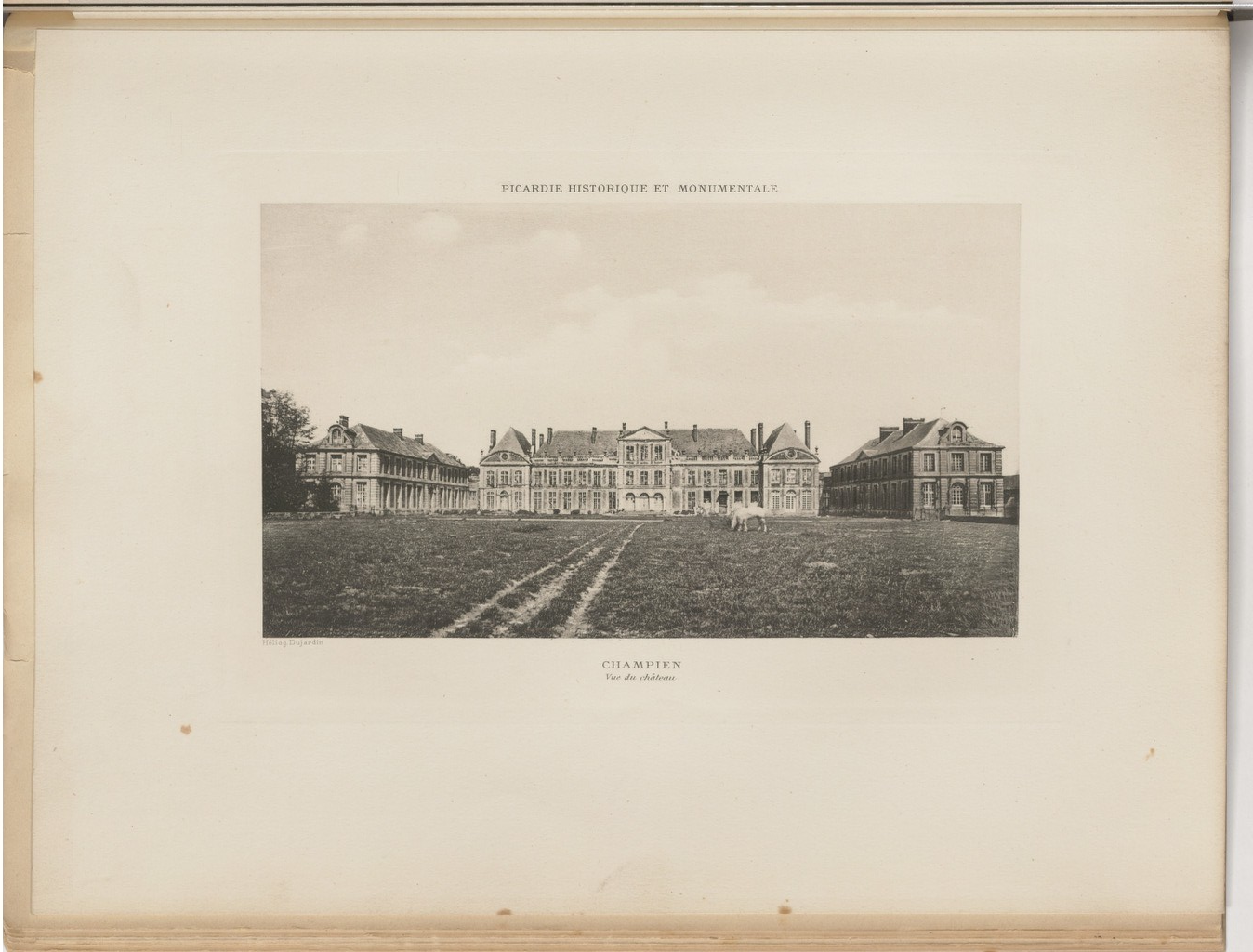
Château (disparu) de Champien

Leur successeur à Champien, leur fils Abraham Frédéric d'Hautefort, maréchal des camps et armées du roi, épouse à Champien en 1773 sa cousine Marie Bertrande d'Hautefort.
Pendant la Révolution, tous deux sont guillotinés à Paris en 1794.
Le château de Champien est habité après eux par leur fils Amédée d'Hautefort, jusqu'à sa mort en 1809, puis par leur autre fils, Alphonse d'Hautefort, décédé à Champien en 1877 sans s'être marié.
Le domaine est alors démantelé, le château vendu, puis laissé à l'abandon et aux deux tiers détruit en 1908. Seuls subsistaient alors le pavillon sud, l'aile en retour sud et le grand commun.
Les deux premiers furent détruits par les combats de la première guerre mondiale, pendant laquelle la quasi-totalité du village fut également dévastée.
Les murs des communs, incendiés, restèrent debout et furent restaurés après la guerre. Situés à côté de l'église, ils sont aujourd'hui le seul témoin de l'ancien domaine de Champien, avec quelques restes du mur de clôture du parc.
Fin mai 1940, sur la ligne défensive, appelée « ligne Weygand », la 29e division d'infanterie (France) alpine se voit confier la charge de tenir la rive sud de la Somme, de Cizancourt à Caniay. Le poste de commandement de son commandant, le général Gerodias, est alors installé dans le village de Champien, où se déploie le 34e GRDI, une unité issue du 10e régiment de dragons. Le 5 juin, le sous-lieutenant Francis Vincent et ses hommes défendirent héroïquement Champien. L'action du peloton aura permis le retrait du 34e GRDI.

## Politique et administration
| Période                                  | Période                     | Identité        | Étiquette | Qualité |
| ---------------------------------------- | --------------------------- | --------------- | --------- | ------- |
| Les données manquantes sont à compléter. |                             |                 |           |         |
| mars 2001                                | 2008                        | Francine Mascre |           |         |
| mars 2008                                | 2014                        | François Sauve  |           |         |
| 2014                                     | mai 2020                    | Yvan Hincelin   |           |         |
| mai 2020                                 | En cours (au 1er juin 2020) | Thierry Guerle  |           |         |

## Démographie
L'évolution du nombre d'habitants est connue à travers les recensements de la population effectués dans la commune depuis 1793. Pour les communes de moins de 10 000 habitants, une enquête de recensement portant sur toute la population est réalisée tous les cinq ans, les populations de référence des années intermédiaires étant quant à elles estimées par interpolation ou extrapolation. Pour la commune, le premier recensement exhaustif entrant dans le cadre du nouveau dispositif a été réalisé en 2008.

En 2022, la commune comptait 279 habitants, en évolution de +4,1 % par rapport à 2016 (Somme : −1,26 %, France hors Mayotte : +2,11 %).
| 1793 | 1800 | 1806 | 1821 | 1831 | 1836 | 1841 | 1846 | 1851 |
| ---- | ---- | ---- | ---- | ---- | ---- | ---- | ---- | ---- |
| 527  | 555  | 534  | 547  | 556  | 508  | 512  | 512  | 503  |

| 1856 | 1861 | 1866 | 1872 | 1876 | 1881 | 1886 | 1891 | 1896 |
| ---- | ---- | ---- | ---- | ---- | ---- | ---- | ---- | ---- |
| 463  | 459  | 459  | 440  | 443  | 404  | 383  | 397  | 354  |

| 1901 | 1906 | 1911 | 1921 | 1926 | 1931 | 1936 | 1946 | 1954 |
| ---- | ---- | ---- | ---- | ---- | ---- | ---- | ---- | ---- |
| 335  | 331  | 299  | 184  | 255  | 242  | 240  | 217  | 252  |

| 1962 | 1968 | 1975 | 1982 | 1990 | 1999 | 2006 | 2008 | 2013 |
| ---- | ---- | ---- | ---- | ---- | ---- | ---- | ---- | ---- |
| 217  | 226  | 231  | 176  | 251  | 249  | 286  | 297  | 271  |

| 2018 | 2022 | - | - | - | - | - | - | - |
| ---- | ---- | - | - | - | - | - | - | - |
| 283  | 279  | - | - | - | - | - | - | - |

## Culture locale et patrimoine

### Lieux et monuments
- Église Saint-Pierre, reconstruite à l'emplacement de l'ancienne église (XVIIIe siècle), incendiée au début de la Première Guerre mondiale.

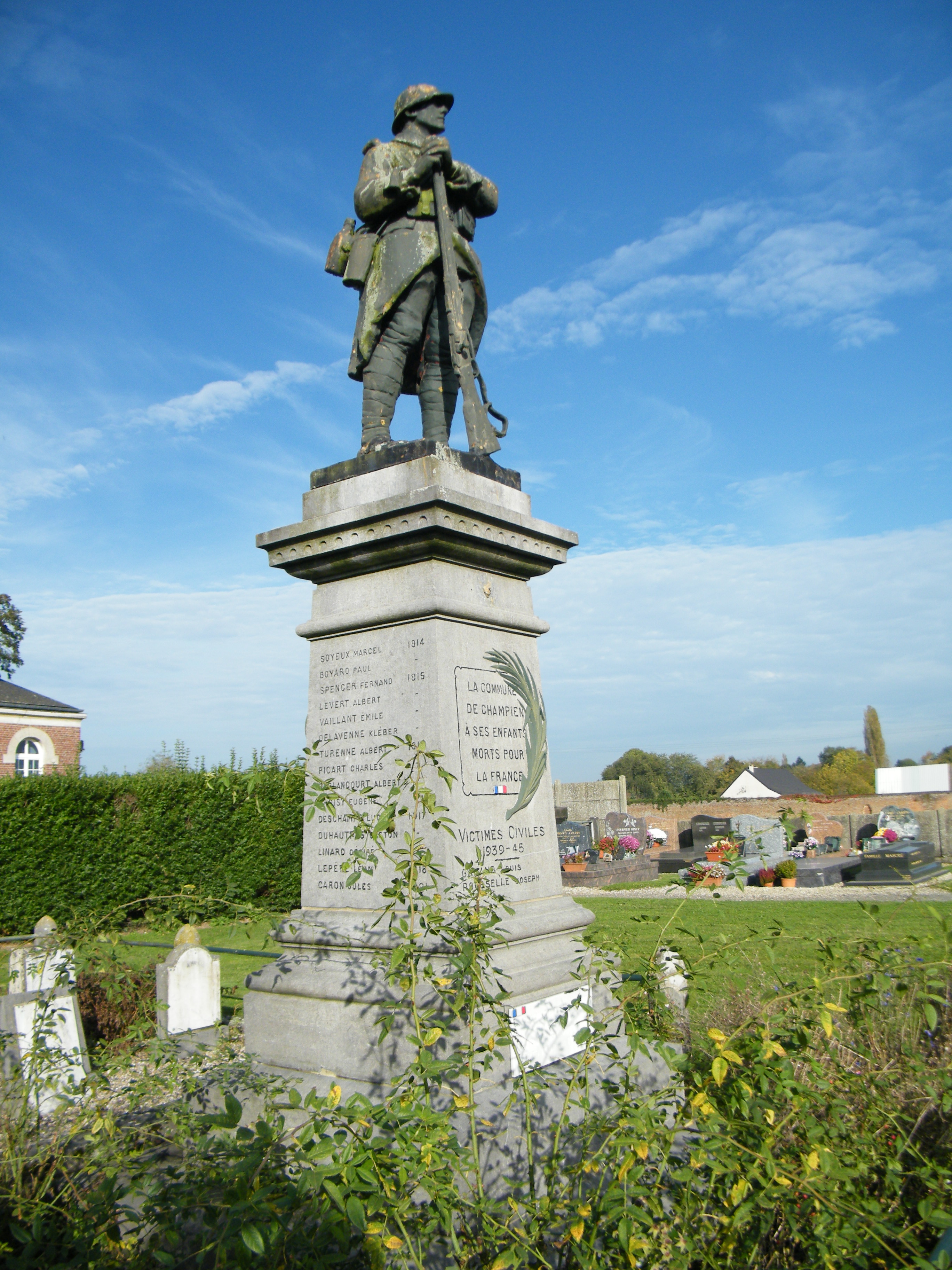
Monument aux morts.
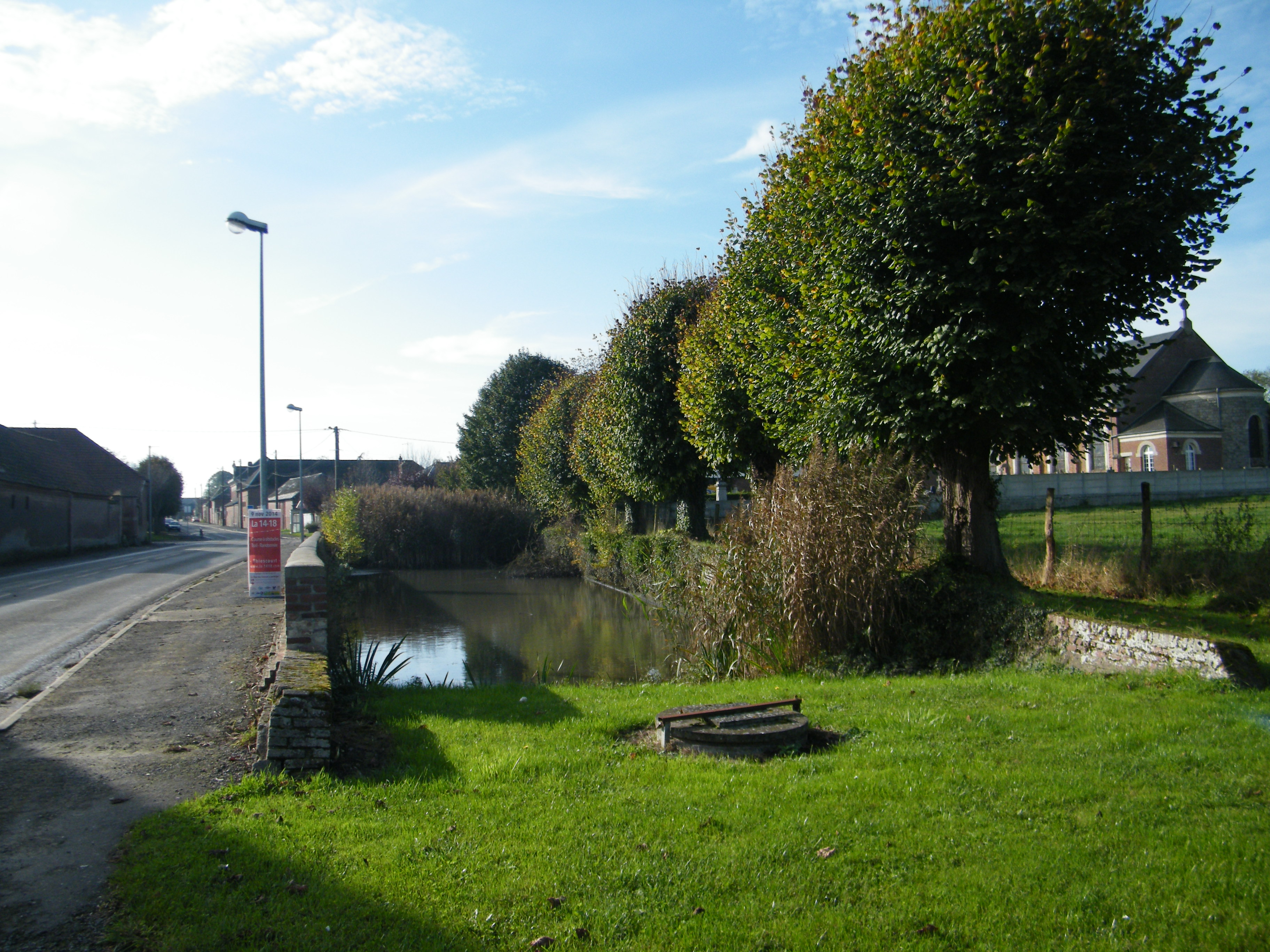
Mare communale.
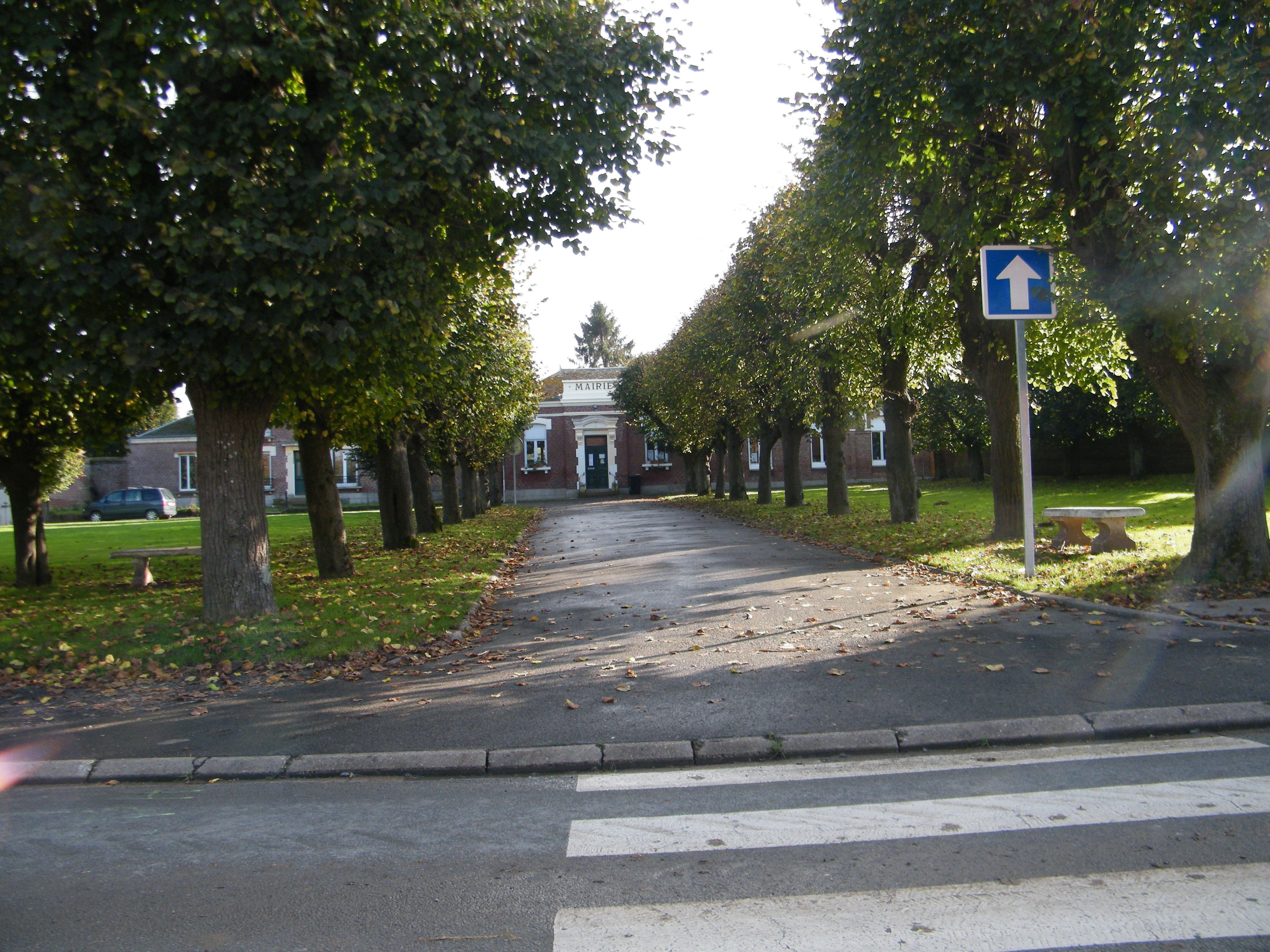
La mairie.
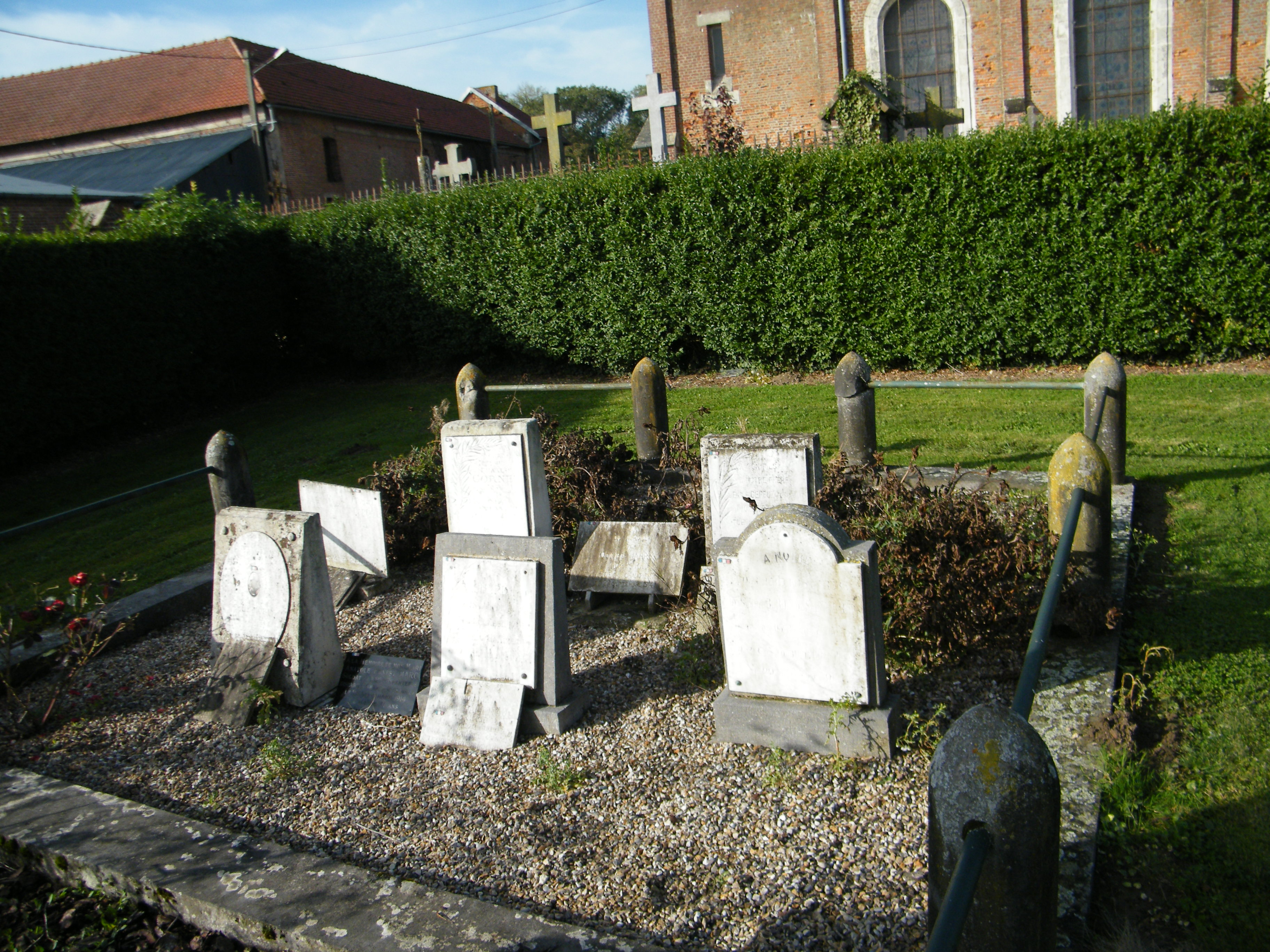
Hommage aux victimes militaires.
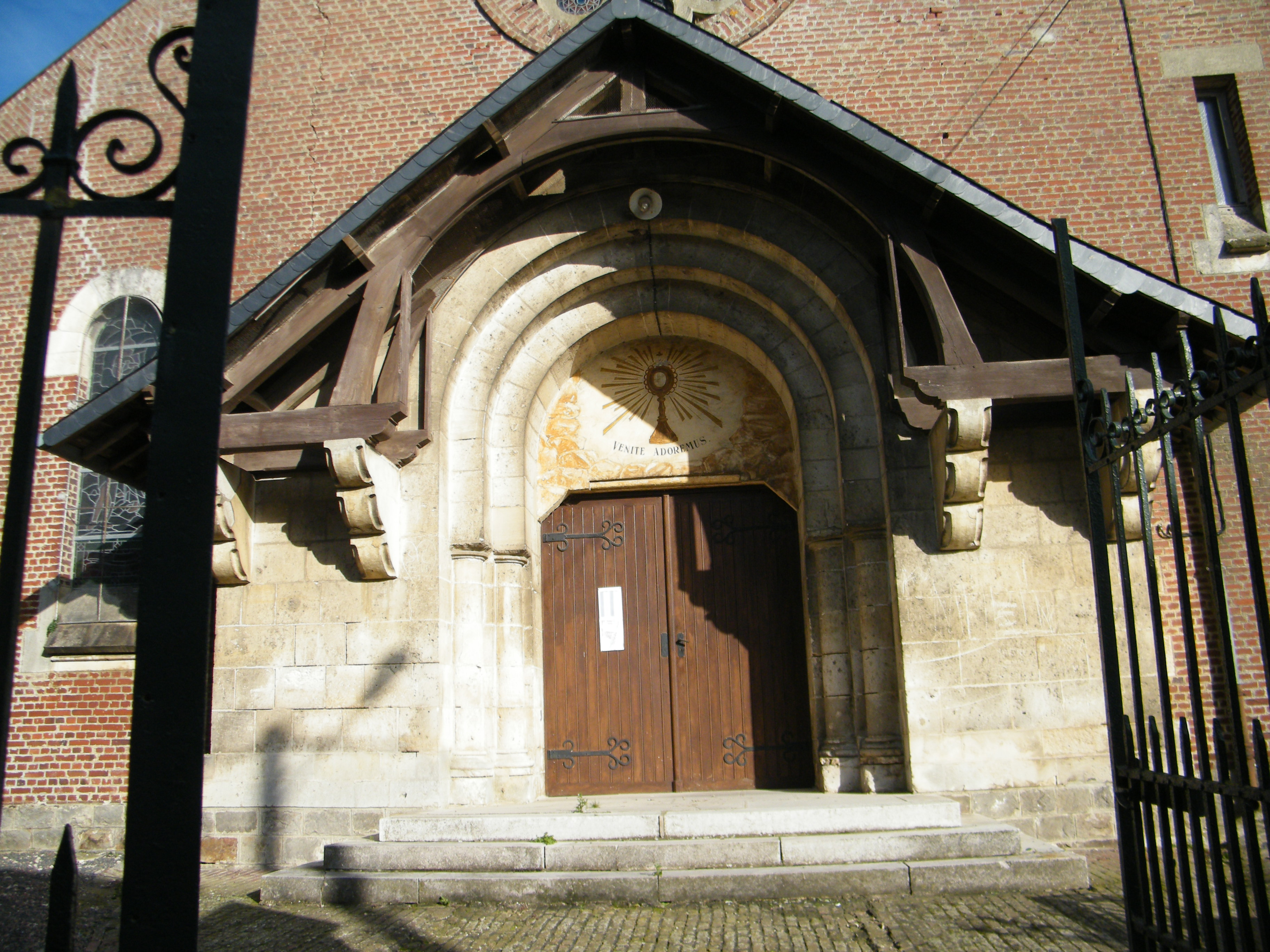
Portail de l'église.

### Personnalités liées à la commune
- Emmanuel Dieudonné de Hautefort (1700-1777), maréchal des camps et armées du Roi, ambassadeur à Vienne, chevalier des ordres du Roi, seigneur de Champien.
- Jean Lelong (1884-1914), avocat et journaliste tué à Champien le 25 septembre 1914. Son corps brûle dans l'incendie de l'église. Son nom de plume, Jean Brezolles, est inscrit au Panthéon parmi les 560 écrivains morts pour la France.